# Блашкув
Блашкув (пол. Błaszków) — село в Польщі, у гміні Стомпоркув Конецького повіту Свентокшиського воєводства.
Населення — 376 осіб (2011).
У 1975-1998 роках село належало до Келецького воєводства.

## Демографія
Демографічна структура на день 31 березня 2011 року:
|          | Загалом | Допрацездатний вік | Працездатний вік | Постпрацездатний вік |
| -------- | ------- | ------------------ | ---------------- | -------------------- |
| Чоловіки | 173     | 23                 | 131              | 19                   |
| Жінки    | 203     | 30                 | 112              | 61                   |
| Разом    | 376     | 53                 | 243              | 80                   |